# Trichosporum brachysepalum
Trichosporum brachysepalum är en tvåhjärtbladig växtart som beskrevs av Elmer Drew Merrill. Trichosporum brachysepalum ingår i släktet Trichosporum och familjen Gesneriaceae. Inga underarter finns listade i Catalogue of Life.